# Papežská katolická univerzita Minas Gerais
Pontifícia Universidade Católica de Minas Gerais (zkratka PUC-MG) je jednou z nejvýznamnějších vysokých škol v Brazílii. Sídlí v brazilském státě Minas Gerais ve městě Belo Horizonte. Na univerzitě studuje 13 623 studentů.